# Sinkanszen 100-as sorozat

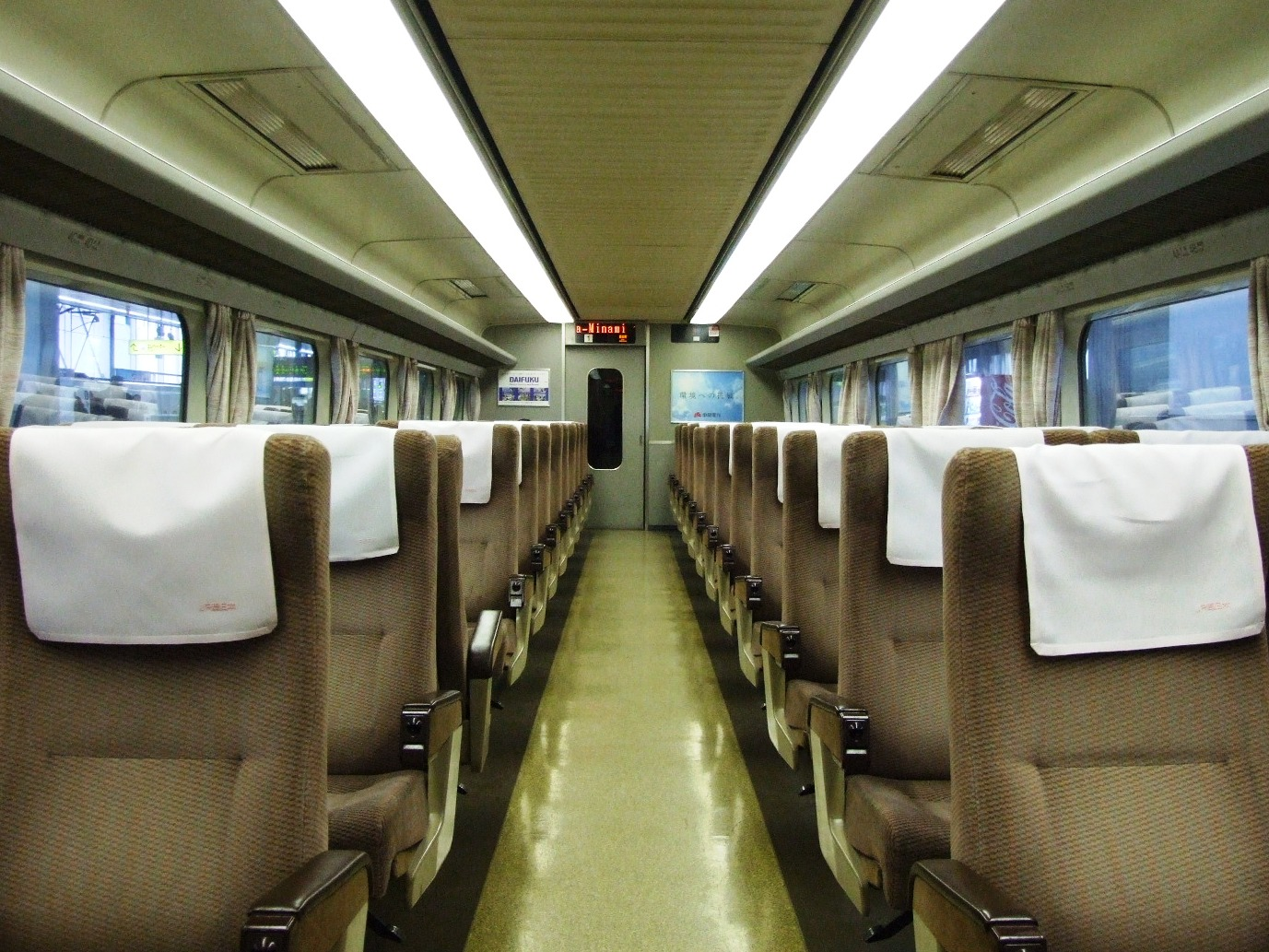
Utastér

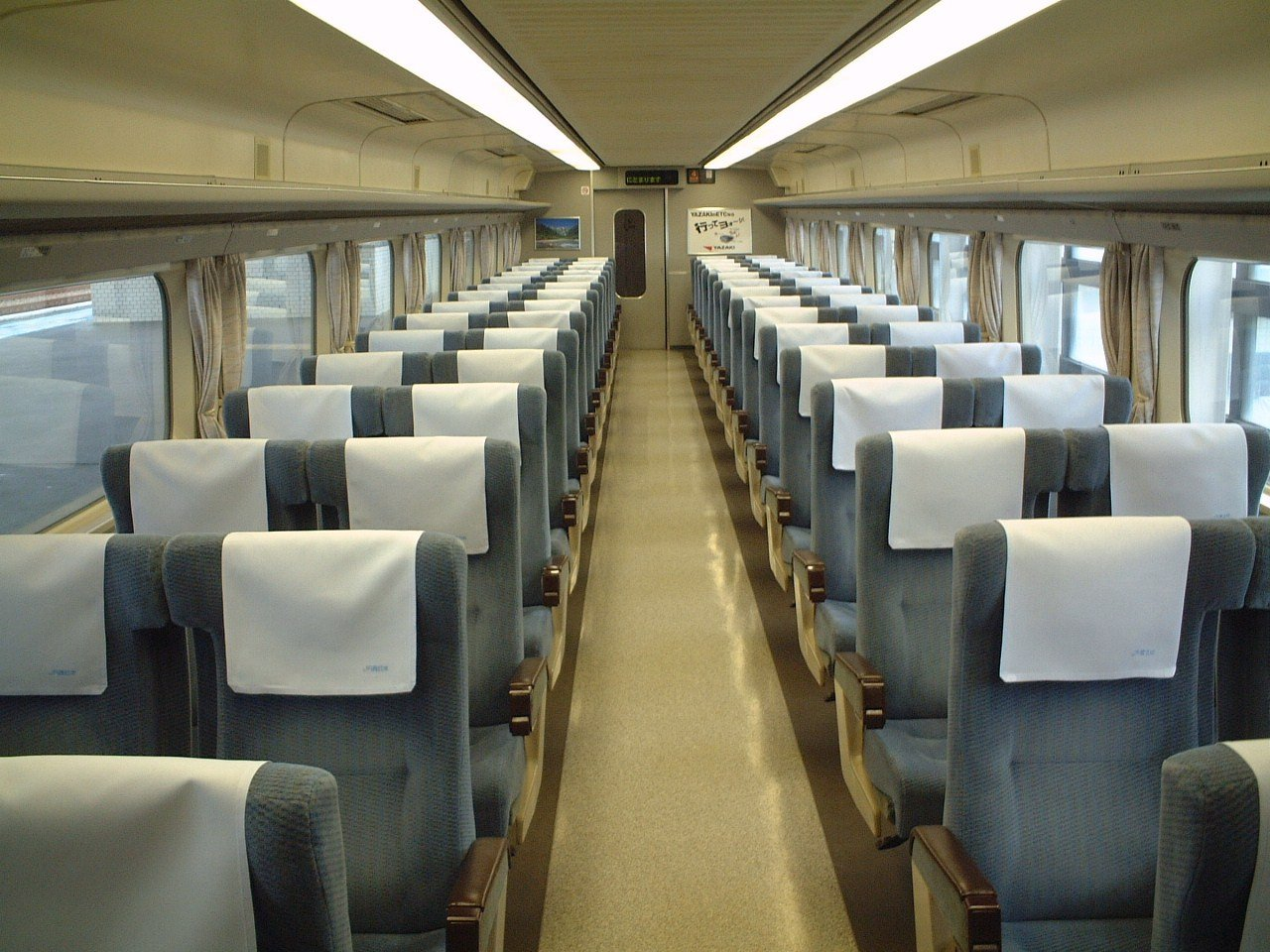
Utastér

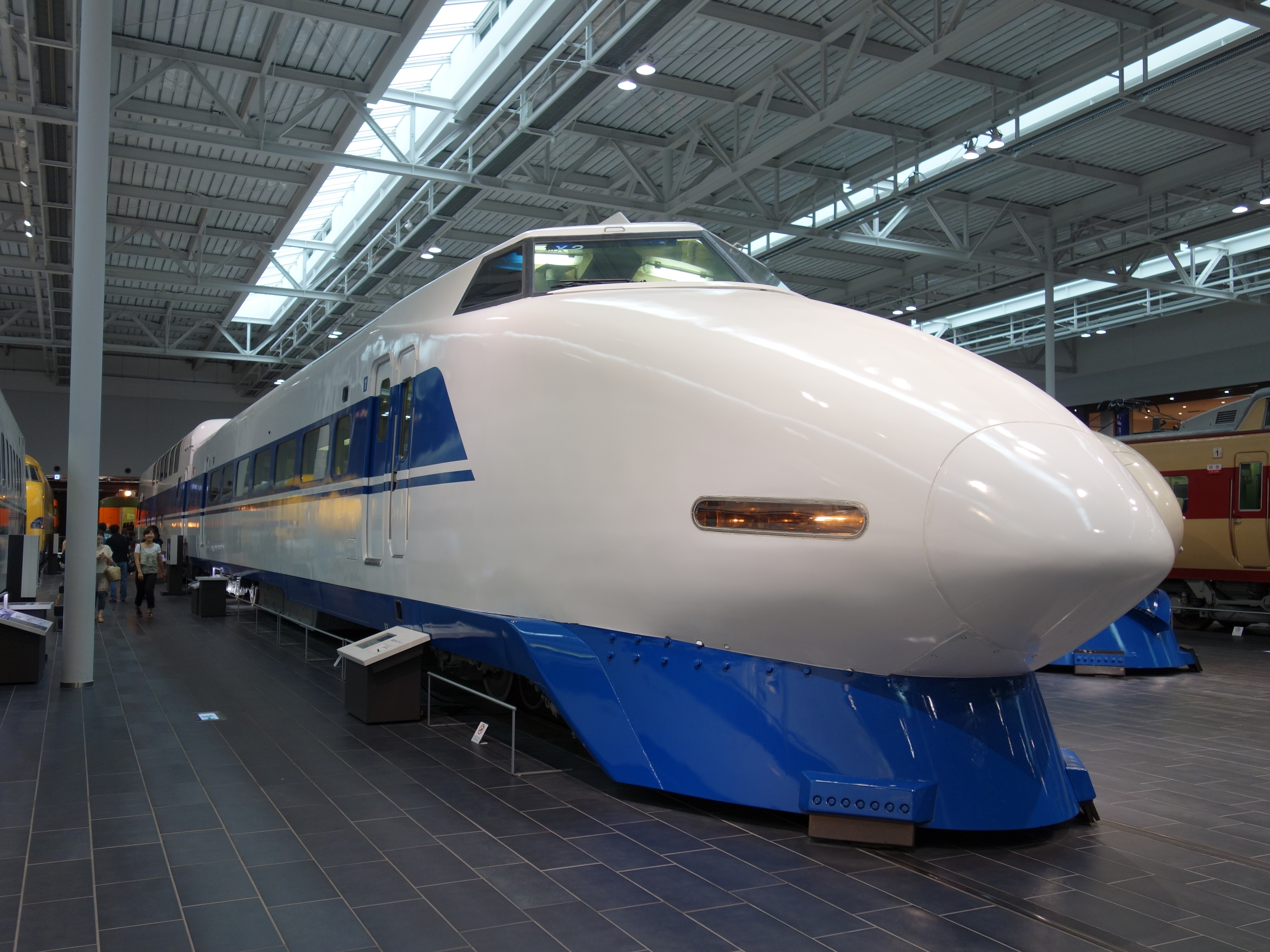
Az egyik megörzött vonófej Nagojában egy múzeumban

A Sinkanszen 100-as sorozat egy második generációs japán nagysebességű villamosmotorvonat-sorozat. A JR West üzemeltette. Összesen 66 szerelvény készült belőle 1984 és 1991 között. Selejtezése 1991-ben kezdődött, az utolsó szerelvényt 2012 március 16-án vonták ki a forgalomból. Összesen öt szerelvényt őriztek meg, ebből egy a Kiotói vasúti múzeumban látható.